# 錢道戢
錢道戢（511年—573年），字子韜，吳興長城人，南梁、南陳官员。
錢道戢的父親錢景深是南梁的漢壽縣令。錢道戢年少以孝順聞名，長大後又策略才幹，陳霸先未發跡前將從妹嫁給他；他跟隨陳霸先在廣州征討盧子略，獲授濱江令。陳霸先輔政，遣派錢道戢隨陳蒨於會稽平定張彪，以功勳拜任直閤將軍，除員外散騎常侍、假節、東徐州刺史，封永安縣侯，邑五百戶。讓他領導三千名士兵，隨侯安都鎮守梁山，不久領任錢塘、餘杭兩縣縣令。
南陳永定三年（559年），他陪同陳蒨在南皖口坐鎮；到天嘉元年（560年）領受剡縣縣令，在縣南山上鎮守，不久同時擔任臨海太守。侯安都征伐留異也，錢道戢率領軍隊到松陽切斷留異後路。平定留異後，他以功拜任持節、通直散騎常侍、輕車將軍、都督東西二衡州諸軍事、衡州刺史，領始興內史。光大元年（567年），朝廷增加他的食邑到七百戶。陳宣帝即位，徵召歐陽紇入朝，他害怕就舉兵攻入衡州，錢道戢與他交戰被打退。及後都督章昭達率兵征討歐陽紇，任用錢道戢為步軍都督，由小路切斷歐陽紇後路。歐陽紇敗亡，錢道戢除任左衛將軍。
太建二年（570年），他在此隨同章昭達去江陵討伐西梁蕭巋，他另外督導軍隊與陸子隆焚燒青泥造的艦隻，作章昭達先頭部隊攻打安蜀城，降服該處。他因功加授散騎常侍、仁武將軍，增食邑到九百戶，同年遷任仁威將軍、吳興太守，但未成事。朝廷改授他使持節、都督郢巴武三州諸軍事、郢州刺史。太建五年（573年），錢道戢與儀同黃法𣰋包圍歷陽。歷陽城討平，以他鎮守該地，以功加雲麾將軍，增邑至一千五百戶。同年十一月生病去世，虛齡六十三歲。贈本官，諡肅，兒子錢邈嗣爵。

## 引用
1. 1 2  《陳書·卷二十二·列傳第十六》：錢道戢字子韜，吳興長城人也。父景深，梁漢壽令。道戢少以孝行著聞，及長，頗有幹略，高祖微時，以從妹妻焉。從平盧子略於廣州，除濱江令。高祖輔政，遣道戢隨世祖平張彪于會稽，以功拜直閤將軍，除員外散騎常侍、假節、東徐州刺史，封永安縣侯，邑五百戶。仍領甲卒三千，隨侯安都鎮防梁山，尋領錢塘、餘杭二縣令。
2. 1 2  《南史·卷六十七·列傳第五十七》：錢道戢字子韜，吳興長城人也。父景深，梁漢壽令。道戢少以孝行著聞，及長，頗有材幹，陳武帝微時，以從妹妻焉。武帝輔政，道戢隨文帝平張彪於會稽，以功拜東徐州刺史，封永安縣侯。
3. ↑  《陳書·卷二十二·列傳第十六》：永定三年，隨世祖鎮于南皖口。天嘉元年，又領剡令，鎮于縣之南巖，尋為臨海太守，鎮巖如故。侯安都之討留異也，道戢帥軍出松陽以斷其後。異平，以功拜持節、通直散騎常侍、輕車將軍、都督東西二衡州諸軍事、衡州刺史，領始興內史。光大元年，增邑并前七百戶。高宗即位，徵歐陽紇入朝，紇疑懼，乃舉兵來攻衡州，道戢與戰，卻之。及都督章昭達率兵討紇，以道戢為步軍都督，由間道斷紇之後。紇平，除左衛將軍。
4. ↑  《南史·卷六十七·列傳第五十七》：天嘉元年，為臨海太守。侯安都之討留異，道戢帥軍出松陽以斷其後。異平，以功拜都督、衡州刺史，領始興內史。後與章昭達討歐陽紇，紇平，除左衛將軍。
5. ↑  《陳書·卷二十二·列傳第十六》：太建二年，又隨昭達征蕭巋於江陵，道戢別督眾軍與陸子隆焚青泥舟艦，仍為昭達前軍，攻安蜀城，降之。以功加散騎常侍、仁武將軍，增邑并前九百戶。其年，遷仁威將軍、吳興太守。未行，改授使持節、都督郢巴武三州諸軍事、郢州刺史。王師北討，道戢與儀同黃法𣰋圍歷陽。歷陽城平，因以道戢鎮之。以功加雲麾將軍，增邑并前一千五百戶。其年十一月遘疾卒，時年六十三。贈本官，諡曰肅。子邈嗣。
6. ↑  《南史·卷六十七·列傳第五十七》：太建二年，又隨昭達征江陵，以功加散騎常侍。後為都督、郢州刺史。與儀同黃法奭攻下曆陽，因以道戢鎮之。卒官，諡曰肅。子邈嗣。

## 延伸阅读
[在维基数据编辑]
 《陳書·卷22》，出自姚思廉《陳書》
 《南史·卷67》，出自李延壽《南史》